# Samuel Brannan

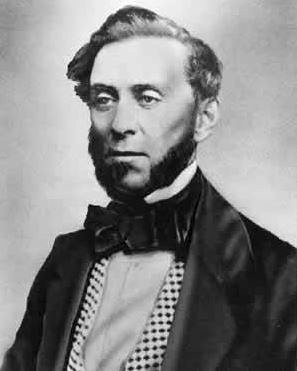
Samuel Brannan

Samuel Brannan (* 2. März 1819 in Saco, Maine; † 14. Mai 1889 in Escondido, Kalifornien) war ein amerikanischer Siedler, mormonischer Pionier, (betrügerischer) Geschäftsmann, Journalist und erster Millionär im Kalifornischen Goldrausch. Brannan war eine bedeutende Person für die Geschichte Kaliforniens und San Franciscos im 19. Jahrhundert. 

“He probably did more for [San Francisco] and for other places than was effected by the combined efforts of scores of better men; and indeed, in many respects he was not a bad man, being as a rule straightforward as well as shrewd in his dealings, as famous for his acts of charity and open-handed liberality as for in enterprise, giving also frequent proofs of personal bravery.”

„Er hat wahrscheinlich mehr für San Francisco und andere Orte getan, als viele bessere Männer zusammen erreichen konnten; und er war eigentlich kein schlechter Mann, grundsätzlich gradlinig, gewandt in seinen Geschäften, bekannt für seine Taten der Nächstenliebe und seine Großzügigkeit und seine Geschäftstüchtigkeit, oftmals auch seinen Mut unter Beweis stellend.“

## Leben

### Reise nach Westen
Brannan wurde in Saco, Maine geboren. Im Alter von 14 Jahren zog er mit seiner Familie nach Ohio, wo Brannan die Druckereikunst erlernte. Früh trat er der noch jungen Kirche Jesu Christi der Heiligen der Letzten Tage (Mormonen) bei. Er zog nach New York im Jahr 1844 und begann dort im Auftrag der Kirche mit der Herausgabe der religiös geprägten Zeitung The Prophet (Später The New-York Messenger).
Nach dem Mord an Joseph Smith im Juni 1844 entschied die noch junge Kirche unter Führung von Brigham Young, ihren Sitz von Nauvoo, Illinois, nach Westen zu verlegen. Brannan führte daraufhin 238 Heilige der Letzten Tage an Bord der Brooklyn via Kap Hoorn nach Alta California (das war damals – trotz der Dauer von gut einem halben Jahr – der schnellste Weg nach Westen). Er erreichte am 31. Juli 1846 Yerba Buena, das heutige San Francisco. Mit an Bord hatte Brannan eine antiquierte Druckerpresse und eine Getreidemühle.

### Erste Karriereschritte in Kalifornien
Samuel Brannan begann mit dem Druck des California Star, der ersten Zeitung San Franciscos. Nur Kurz zuvor war in Monterey die erste Zeitung Kaliforniens erschienen. Die beiden Druckereien fusionierten 1848 und das gemeinsame Werk hieß fortan The Daily Alta California. In der Nähe von Fort eröffnete er zudem ein Handelsgeschäft.
Im Juni 1847 reiste Brannan Brigham Young zum Green River entgegen um ihn davon zu überzeugen, statt die Heiligen der Letzten Tage am Great Salt Lake anzusiedeln, ins fruchtbare Kalifornien zu ziehen, was dieser ablehnte. Die von Brannan nach Kalifornien geführte Gruppe blieb teilweise dort, teilweise folgte sie dem Ruf von Brigham Young und zog ins spätere Utah.

### Goldrausch in Kalifornien

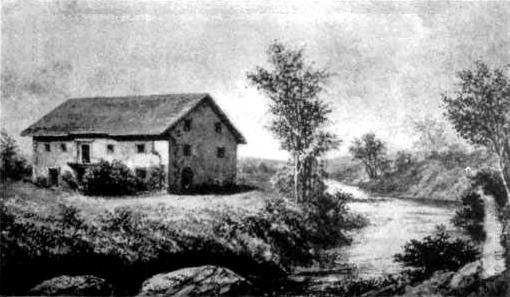
Samuel Brannans Geschäft bei Sutter's Fort

Im Frühjahr 1848 bezahlten Angestellte von John Sutter Waren in Brannans Geschäft mit Gold, das sie bei Sutter’s Mill gefunden hatten.
Brannan eröffnete weitere Geschäfte, um Waren an die Goldgräber zu verkaufen. Im Gegensatz zur Goldsuche selbst, die nur selten von Erfolg gekrönt war, war das ein sehr sicheres Geschäft, denn Handelswaren waren in San Francisco selten und entsprechend teuer. Brannan hatte etwa sämtliche erhältlichen Schaufeln, Hacken und Pfannen aufgekauft und verkaufte sie jetzt zu einem Mehrfachen ihres Preises.
Brannan wurde in den ersten Stadtrat San Franciscos gewählt. Nach einer Reihe spektakulärer Verbrechen in der Gegend (unter anderen Mord, der auch noch von Exekutivmitgliedern gedeckt wurde) half er bei der Organisation des San Francisco Committee of Vigilance mit. Diese hängte einen Übeltäter kurzerhand auf, was zwar vorübergehend für Ruhe sorgte, aber Brannan bei seiner Kirche in Misskredit brachte, so dass diese ihn wegen Vigilantismus ausschloss.

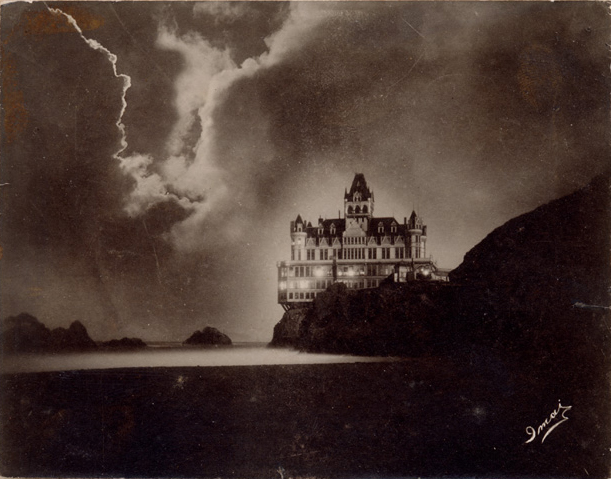
Das Cliff House um 1900

1851 besuchte Brannan Hawaii, wo er große Ländereien erwarb. 1853 wurde er in den Senat von Kalifornien gewählt, ein Amt, das er jedoch nie ausübte. Er befasste sich mit den Handelsbeziehungen zu China und Mexiko, dem Eisenbahnbau, dem Bankwesen und der Telekommunikation in Kalifornien. Er baute das erste Cliff House, ein berühmtes Restaurant, in San Francisco.
Nachdem Brannan 1859 die heißen Quellen im oberen Napa Valley besucht hatte, wollte er dort ein Touristenzentrum eröffnen. Er kaufte das Land mit den Quellen und gründete dort Calistoga. Er baute sogar eine Eisenbahnlinie dorthin. Diese musste allerdings 1869 zwangsversteigert werden, denn die ganze Geschichte rentierte sich überhaupt nicht.

### Späte Jahre
1872 ließ sich seine Ehefrau Anna Eliza Corwin von ihm scheiden, da er diverse außereheliche Beziehungen angefangen hatte und sie sich einfach in Sacramento nicht wohl fühlte. Nach der Scheidung war ihm das Glück nicht mehr hold, unter anderem musste er ihr auch die Hälfte seines Vermögens bar auszahlen. Da Brannan den größten Teil seines Vermögens in Immobilien angelegt hatte, musste er diese verkaufen, um die Schulden bezahlen zu können. Daraufhin versuchte er sich als Brauer, bekam aber Probleme mit dem Alkohol. Daraufhin zog er sich nach San Diego zurück, heiratete erneut und versuchte sich neuerlich mit Landspekulationen, diesmal in Sonora in Mexiko. 1888, im Alter von neunundsechzig Jahren, zahlte ihm die mexikanische Regierung neunundvierzigtausend Dollar an Zinsen. Mit diesem Geld konnte er seine ganzen Schulden begleichen. Er kam jetzt auch vom Alkohol los. Als er starb, hatte er allerdings noch nichtmal genügend Geld, um seine eigene Beerdigung zu bezahlen. Er ist auf dem Mount Hope Cemetery in San Diego beerdigt.

## Nachwirkungen
- In Kalifornien sind viele Orte nach Samuel Brannan benannt, darunter die Brannan Street in San Francisco, Brannan Island, Brannan Creek und die Brannan Springs. Es gibt sogar einen Brannan Mountain.
- Calistoga und Yuba City nennen Brannan als Gründer
- Zusammen mit John Sutter Jr., William Tecumseh Sherman und Edward Ord legte Brannan die Grenzen der heutigen Stadt Sacramento fest.